# Martin Přecechtěl
Martin Přecechtěl (18. ledna 1984 Šumperk – 29. června 2021 Švýcarsko) byl český manažer logistiky a sportovec, kterému byla v roce 2020 diagnostikována nemoc ALS, v důsledku níž podstoupil asistovanou sebevraždu na klinice ve Švýcarsku.

## Život

### Vzdělání
V mládí studoval na střední škole v rodném Šumperku. V roce 2006 začal studovat na Katedře technologie a řízení dopravy Dopravní fakulty Jana Pernera Univerzity Pardubice obor Technologie a řízení dopravy-Logistické technologie. V roce 2009 v oboru získal bakalářský titul, bakalářskou práci psal na téma Možnosti automatizace obsluhy skladů . V roce 2011 pak na stejné univerzitě úspěšně absolvoval také magisterské studium oboru Technologie a řízení dopravy, když psal diplomovou práci s titulem Organizace dopravy na křižovatce ulic Temenická - Šumavská - Prievidzská v obci Šumperk.

### Kariéra
V srpnu 2011 začal pracovat u firmy na elektronické součástky TDK Epcos v Šumperku. V letech 2013 až 2014 působil u společnosti Iveco ve Vysokém Mýtě a v letech 2014 až 2015 byl zaměstnancem švédské nábytkářské společnosti Ikea. Před svou diagnózou (a několik měsíců poté i po jejím sdělení) pracoval jako manažer logistiky ve společnosti Škoda Auto.

### Osobní život
Od roku 2020 byl ženatý, se svou ženou Markétou měl dceru Matyldu a syna Maxe, v době jeho smrti jim byly dva, respektive čtyři roky. Svou ženu poznal v roce 2012, když působil jako dobrovolník při Olympijských hrách v Londýně. Někdy kolem roku 2014 se přestěhoval do Prahy. Jeho oblíbeným volnočasovým koníčkem byl běh a sport obecně, ještě v roce 2019 se zúčastnil maratonu v Budapešti.
Hovořil plynně anglicky. V mládí aktivně hrál hokej a tenis.

## Nemoc
Nemoc mu byla diagnostikována v roce 2020 poté, co jej již od října 2019 trápily problémy v oblasti hlavy, kdy ztratil řeč, měl problémy s polykáním a trpěl únavou. Jeho zdravotní stav se zhoršoval poměrně rychle a od prosince 2020 nebyl schopen chůze a byl odkázán na invalidní vozík.
Ačkoliv se snažil proti nemoci bojovat, v důsledku pandemie covidu-19 nebyl schopen odcestovat do USA, Mexika či Ruska, kde tou dobou probíhaly pokusy na vytvoření léku, který by postup nemoci alespoň zpomalil. 

### Mediální pozornost
Jeho příběh vyšel najevo nejprve v srpnu 2020, kdy zároveň Přecechtělovi přátelé uspořádali charitativní běh, jehož se zúčastnil například internetový producent Kazma Kazmitch. Na začátku června 2021 o něm zpracoval reportáž Magazín Reportér. Posléze téhož měsíce o jeho případu napsala řada českých médií, populární reportáž o něm zhotovil například pořad 168 hodin. Mediální zájem o případ v Česku vyvolal diskusi o možnostech zavedení asistované sebevraždy či eutanazie.
Před svou smrtí se setkal s herci Danou Morávkovou, Taťjanou Medveckou a Pavlem Baťkem.

## Asistovaná sebevražda
Pro dobrovolné ukončení života se rozhodl v listopadu 2020. Do Švýcarska odcestoval na konci června 2021, legislativa České republiky totiž dobrovolné ukončení života pacienta neumožňuje.
Dne 29. června 2021 v zemi spáchal asistovanou sebevraždu, když mu byla nitrožilně na jeho vlastní přání podána smrtící látka poté, co z legislativních důvodů (pacient musí poslední krok k sebevraždě vykonat sám) zmáčknul tlačítko, které mu látku do těla vpravilo. Původně se pokusil látku vypít, kvůli špatnému zdravotnímu stavu toho však nebyl schopen, problematické bylo i nakonec úspěšné nitrožilní podání látky.
Martin Přecechtěl tak zemřel ve věku 37 let. Poslední rozloučení proběhlo 13. července 2021 v rodném Šumperku.